# Christoph Schneider
 (juin 2016).
Si vous disposez d'ouvrages ou d'articles de référence ou si vous connaissez des sites web de qualité traitant du thème abordé ici, merci de compléter l'article en donnant les références utiles à sa vérifiabilité et en les liant à la section « Notes et références ».
Pour les articles homonymes, voir Doom (homonymie) et Schneider.

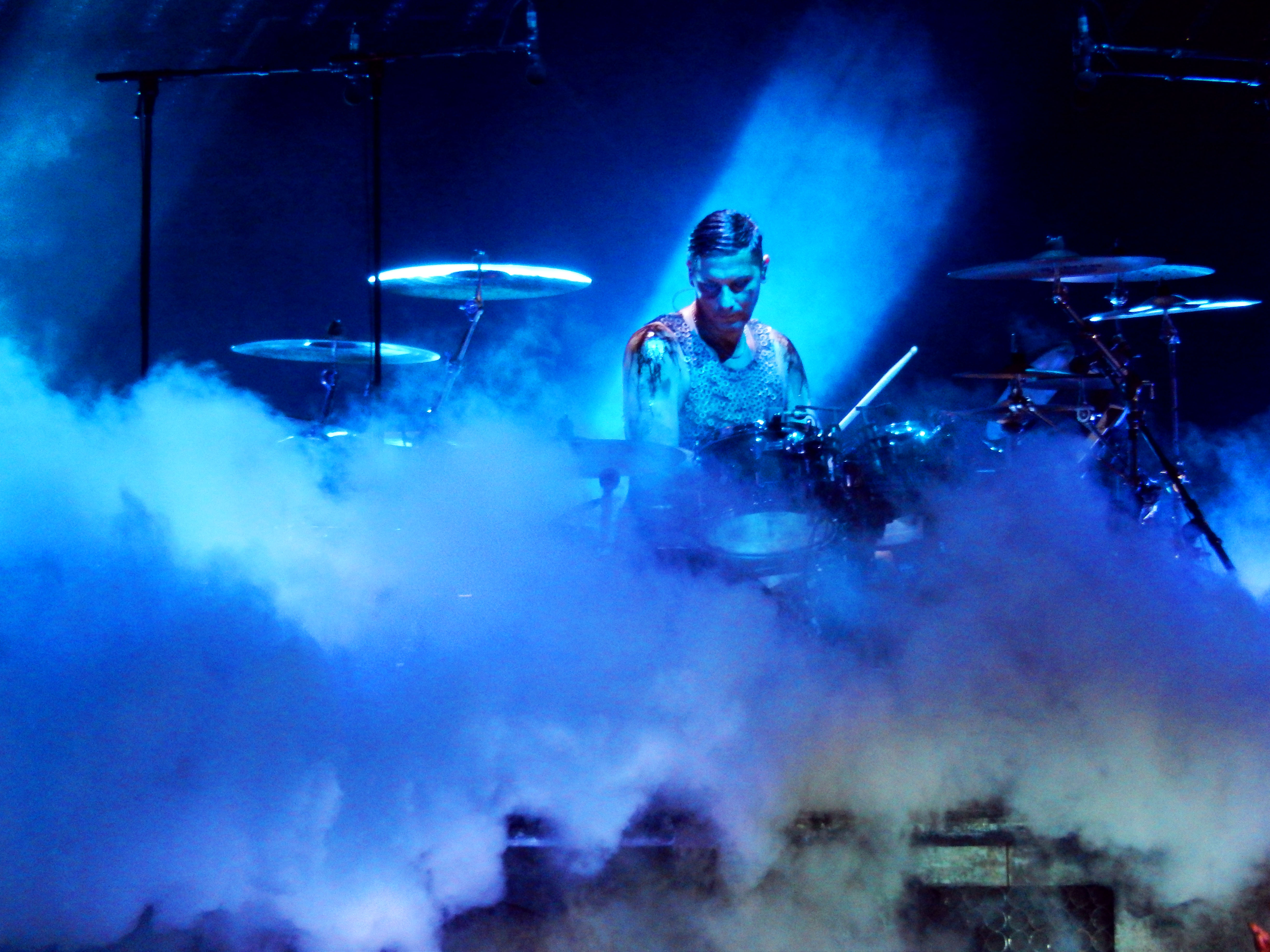
Christoph Schneider (Rammstein) aux Arènes de Nîmes le 13 juillet 2017.

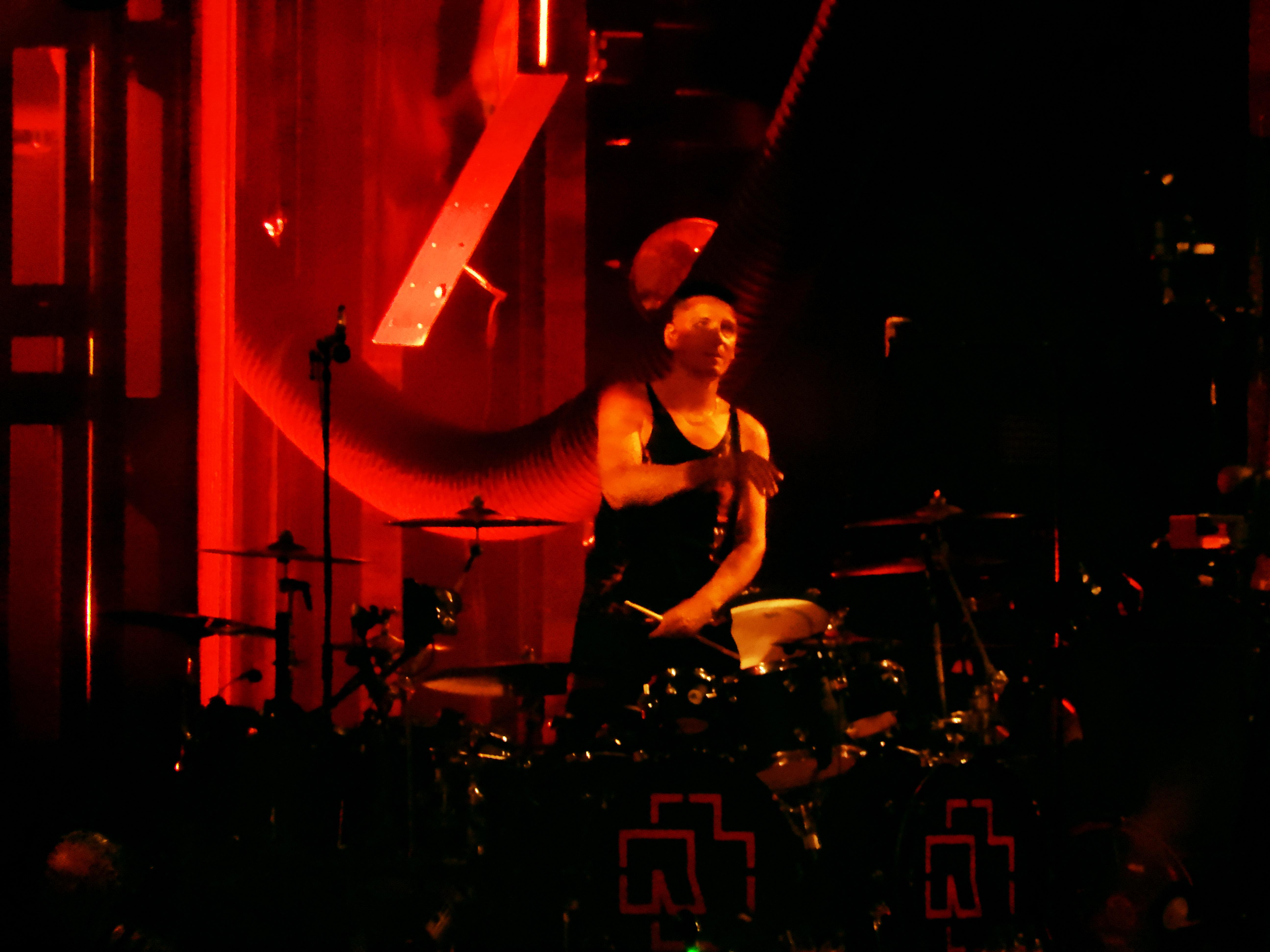
Christoph Schneider au Groupama Stadium de Lyon en juillet 2022

Christoph Schneider, surnommé Doom, est le batteur du groupe allemand Rammstein.

## Biographie

### Jeunesse
Christoph Schneider est né le 11 mai 1966 à Berlin-Pankow. Il a une sœur de deux ans plus jeune que lui.
Ses parents voulaient qu'il apprenne un instrument. Ils l'ont envoyé dans une école spéciale reliée à un orchestre socialiste, il a eu le choix entre la trompette, la clarinette et le trombone. Il a choisi la trompette car c'était l'instrument le plus facile à jouer selon lui. Étant doué pour jouer de la trompette, au bout d'un an, il entre dans l'orchestre et fait quelques représentations. C'est à ce moment-là qu'il découvre la batterie ; il est impressionné par l'équipement des percussionnistes. Il observait par-dessus son épaule le set de percussion tout en jouant de la trompette. Voulant apprendre à jouer de la batterie, ses parents n'étaient pas favorables à cette idée. Il a construit sa propre batterie avec des boîtes de conserve et des seaux. C'est son frère Stephan qui a offert à Christoph un tambour — dès l'âge de 14 ans.
À l'âge de 18 ans, Christoph Schneider fait son service militaire. Il est le seul de tous les membres de Rammstein à avoir accompli son service avant de travailler dans la télécommunication et de s'acheter sa première batterie.
Schneider passe des auditions de 1985 à 1990 et entre, en tant que batteur, dans le groupe de new wave Die Firma.
En 1994, il rejoint Richard Kruspe et Oliver Riedel dans la formation de départ de Rammstein.
En juin 2023, il est le premier membre de Rammstein à s'exprimer sur les accusations d'agressions sexuelles à l'encontre de Till Lindemann. Il ne pense pas « qu'il se soit passé quoi que ce soit d'interdit » mais admet que des choses « pas correctes » se déroulent lors des soirées suivant les concerts, déportant l'entière responsabilité sur le chanteur Lindemann.

### Vie privée
Christoph Schneider tente de préserver sa vie privée. Il s'est marié en 2004 avec Regina Gizatulina, une jeune traductrice russe de 28 ans rencontrée lors de la tournée Reise, Reise. Ils se sont séparés à la fin de l'année 2010. Il a épousé Ulrike Schmid en 2014, avec qui il a eu trois fils.
Le surnom de « Doom » vient du jeu vidéo du même nom[réf. nécessaire]. 
Ses groupes préférés sont Deep Purple, Motörhead, AC/DC et Led Zeppelin[réf. nécessaire].

## Matériel
Matériel utilisé durant le Herzeleid Tour :
- Fûts Tama Starclassic
- Cymbales Zildjian Avedis et K' Custom

Matériel utilisé durant le Sehnsucht Tour :
- Fûts Tama Starclassic et Tama Artstar Custom (sur le DVD Live Aus Berlin)
- Cymbales Meinl de série Custom Shop
- Pad électronique Roland PD-9
- Peaux Evans g2 Clear
- Drum Trigger
- Microphones Shure
- Baguettes Pro Mark

Matériel utilisé durant le Mutter Tour :
- Fûts Tama Starclassic
- Cymbales Meinl de série Custom Shop
- Pad électronique Roland PD-9
- Peaux Evans g2 Coated
- Drum Trigger
- Microphones Shure
- Baguettes Pro Mark

Matériel utilisé durant le Reise, Reise Tour :
- Fûts Tama Starclassic
- Cymbales Meinl :

14″ Soundcaster Custom Medium Hihat (ou Zildjian 14" K Custom HiHat)
18″ Byzance China
16″ Byzance Medium Thin Crash
18″ Soundcaster Custom Medium Crash
16″ Byzance Medium Crash
18″ Soundcaster Custom Powerful Crash
22″ Soundcaster Custom Mega Bell Ride
14″ Soundcaster Custom Powerful Hihat
18″ Amun China
- Peaux Evans g2 Clear (toms), Evans EQ4 et EQ3 (grosses caisses) et Evans Powercenter (caisse claire)
- Microphones Shure et AKG
- Baguettes Pro Mark

Matériel utilisé durant le Liebe Ist Für Alle Da tour :
- Fûts Sonor SQ2 de couleur Red Tribal
- Cymbales Sabian HHX, HH et AAX
- Microphones Shure et AKG
- Peaux Remo Ebony Pinstripe
- Baguettes Vic Firth Christoph Doom Schneider Signature
- Drum Plates